# جوان حاجو
جوان حاجو (بالكردية: Cîwan Haĉo)‏ (مواليد 1957 في القامشلي) هو مغني كوردي ولد في سوريا، جدّه بالأصل من مدينة ماردين في تركيا. انتقل إلى ألمانيا بعد اتمام الدراسة الثانوية لاستكمال دراسته، ودرس الموسيقى في جامعة بوخوم لمدة ثلاث سنوات. يقيم حاليا في السويد.

## موسيقاه
هو واحد من أكثر المطربين الأكراد الذي جمع بين الموسيقى الكردية والموسيقى الغربية.

## ألبوماته
أطلق حاجو حتى الآن 14 البومًا غنائيًا
- Emîna Emîna (1970)
- Pêşmerge (1979)
- Diyarbekîr (1981)
- Gûla Sor (1983)
- Leyla (1985)
- Girtîyên Azadîyê (1987)
- Çaw Bella (1989)
- Sî û Sê Gule (1991)
- Dûrî (1994)
- Bilûra Min (1997)
- Destana Egîdekî (1998)
- Derya (2003)
- Konsera Batmanê (2003) (VCD & DVD)
- Na Na (2004)
- Off (2006)
- veger (2012)

## روابط خارجية
- جوان حاجو على موقع ميوزك برينز (الإنجليزية)
- جوان حاجو على موقع أول ميوزيك (الإنجليزية)
- جوان حاجو على موقع ديسكوغز (الإنجليزية)